# Каас, Патрисия
Патри́сия Ноэль Каа́с (фр. Patricia Noëlle Kaas, (французское произношение: [kas]); род. 5 декабря 1966[…], Форбак) — французская эстрадная певица и актриса. Исполнительский стиль певицы — смесь поп-музыки и джаза. С момента выхода дебютного альбома Mademoiselle chante… в 1988 году во всём мире было продано более 17 миллионов записей её выступлений. Особо популярна во франкофонных и немецкоговорящих странах, а также странах бывшего СССР.
Существенная часть формулы её успеха — это постоянные гастроли: практически всё время находится в заграничных турне. Представляла Францию на конкурсе песни «Евровидение» 2009 года, где заняла 8 место.

## Биография

### Ранние годы
Была младшим ребёнком в многодетной семье. Имеет пять братьев и одну сестру. Семья жила под Форбаком, департамент Мозель, регион Лотарингия, Франция, рядом с германской границей. Каас росла в Стирен-Вандель, который находится между Форбаком и Саарбрюккеном. До шести лет она говорила только на немецком диалекте Platt (Saarländischer Dialekt). Франко-немецкое происхождение Каас стало причиной её постоянного интереса в улучшении отношений между этими двумя странами.
Мать поощряла увлечение пением с ранних лет. В возрасте восьми лет уже пела песни Сильви Вартан, Далиды, Клода Франсуа и Мирей Матьё, а также англоязычные песни, типа «Нью-Йорк, Нью-Йорк». Первый большой успех пришёл к Патрисии, когда она получила призовое место в песенном конкурсе. Уже в эти годы Каас пела своим характерным «хриплым» голосом, который затем будут сравнивать с голосами Эдит Пиаф и Марлен Дитрих.
Сделала свой первый шаг в профессиональном музыкальном бизнесе в возрасте 13 лет, когда с помощью брата Эгона подписала контракт с саарбрюккенским кабаре «Rumpelkammer Club» и взяла псевдоним «Pady Pax». В 16 лет приняла приглашение модельного агентства в Меце.
Первые попытки ворваться в музыкальный бизнес не принесли Патрисии успеха; продюсеры считали, что мир не нуждается во «второй Мирей Матьё». Но позже продюсер нашёлся — это был архитектор Бернард Швотз. Именно он будет вести певицу к её первым большим успехам.

### 1985—1987:Jalouse
В 1983 году во время выступления в Германии во время Октоберфеста её заметил известный композитор и продюсер Франсуа Бернхайм. Убежденный в таланте Патрисии, Бернхайм обратился к своим друзьям, Жерару и Элизабет Депардьё с просьбой профинансировать запись первого диска. Так в 1985 году 19-летняя исполнительница нашла продюсера в лице французского актёра Жерара Депардьё.
Депардьё спонсировал её первый сингл «Jalouse», слова к которому написали Бернхейм и жена Депардьё Элизабет. Сингл был выпущен фирмой EMI, но оказался провальным. Тем не менее, запись стала одним из самых важных событий в начале артистической карьеры Патрисии Каас.

### 1987—1990:Mademoiselle chante…
После выхода «Jalouse» новым автором слов песен стал французский композитор и поэт Дидье Барбеливьен. Его песня «Mademoiselle chante le blues» стала первым крупным хитом певицы. Запись была выпущена студией Polydor в декабре 1987 года. Песня заняла во французском хит-параде 14-е место. В следующем году вышел второй сингл — «D’Allemagne». Слова были написаны Барбеливьеном и Бернхеэмом.
18 января 1988 года был выпущен первый альбом Каас Mademoiselle chante…. Альбом занял 2-е место во французском хит-параде альбомов и продержался там два месяца, 64 недели оставался в десятке лучших и 118 недель числился в сотне лучших. Вскоре после выхода альбома во Франции его признали золотым (продано более 100 000 экз.), а через три месяца он был объявлен «платиновым» (более 350 000 экз.). Также альбом был назван платиновым в Бельгии и Швейцарии, золотым — в Канаде. Во всём мире было продано более 3 миллионов экз. Mademoiselle chante…. В этом же году на ежегодной церемонии «Виктуар де ля мюзик» Патрисия выиграла самую важную музыкальную награду Франции в номинации «Открытие года».
В 1989 году перенесла тяжёлую душевную травму — её мать умерла от рака. Плюшевый мишка — подарок своей матери — сегодня всюду сопровождает певицу как талисман.
В 1990 году начала своё первое мировое турне, длившееся 16 месяцев. В 12 странах она дала 196 концертов для публики общим числом в 750 000 зрителей. Недельные концерты прошли в «Олимпии» и «Зените» — престижных парижских концертных залах. Билеты были распроданы за четыре месяца до начала выступлений. Каас провела успешные концерты также в Нью-Йорке и Вашингтоне, США. К концу турне альбом Mademoiselle chante… был продан в количестве 1 миллиона экземпляров в одной только Франции и получил бриллиантовый статус. Каас была присуждена Golden Europa — одна из самых значимых музыкальных наград Германии.

### 1990—1993:Scène de vie
В 1990 году отказалась от услуг компании звукозаписи Polydor, выбрав другую — CBS Records. Сирил Приер и Ричард Уолтер, из парижской фирмы Talent Sorcier, заменили Бернарда Швотза на посту менеджера. Приер и Уолтер внесли значительный вклад в успех певицы. Каас даже называла их «своей семьёй».
С новой компанией звукозаписи она в 1990 году создала альбом Scène de vie. Песни достигли вершин французского хит-парада и оставались там в течение 10 недель. Этот альбом повторил успех Mademoiselle chante…, став «бриллиантовым». Над песней «Kennedy Rose» вновь работала вместе с Элизабет Депардьё и Франсуа Бернхеэмом; этот проект был более успешен, чем «Jalouse»: он занял 34 место во французском чарте. Песня была посвящена Розе Кеннеди, матери американского президента.
Во время гастролей совместно с Scène de vie певица дала 210 концертов перед 650 000 зрителей в 13 странах, таких как Япония, Канада и СССР, где она пела в Москве и Ленинграде. В конце 1991 года вышел её первый концертный альбом Carnets de scène, который стал очень популярным не только среди её фанатов. Спустя 13 лет Sony издала альбом на DVD.
В 1991 году получила ещё две международно известные награды — World Music Awards и Bambi. В следующем году, на конкурсе ECHO, проходившем в Кёльне, она заняла 3-е место в номинации «Лучшая международная певица». При этом она соперничала с такими известными исполнительницами, как Шер (заняла первое место), Тина Тёрнер, Мадонна и Уитни Хьюстон.

### 1993—1995:Je te dis vous
Альбом Je te dis vous, вышедший в 1993 году, стал ещё одним её крупным достижением на международной музыкальной сцене. Было продано около 3 миллионов копий в 47 странах. Альбом был записан в лондонской студии Пита Тоуншенда Eel Pie Studio, Робином Миллером, который уже работал с группами Sade и Fine Young Cannibals. В США и Великобритании альбом вышел под названием Tour de charme (не следует путать с одноимённым концертным альбомом). Первой песней в альбоме стала композиция на немецком языке «Ganz und gar», написанная немецким поэтом Мариусом Мюллером-Вестернхагеном. Альбом также включал в себя три песни на английском языке, в том числе кавер-версию песни Джеймса Брауна «It’s A Man’s World». Британский рок-музыкант Крис Ри аккомпанирует Каас на гитаре в песнях «Out Of The Rain» и «Ceux qui n’ont rien».
Je te dis vous до сих пор считается самым успешным альбомом среди немецкоговорящих стран, он продержался 36 недель в 100 лучших немецкого хит-парада. В Швейцарии альбом занял 2-е место, во Франции 1-е. Это был уже третий «бриллиантовый» альбом; ни одному французскому певцу до неё такое не удавалось. В настоящее время Je te dis vous считают одним из лучших альбомов среди современного шансона, где представлены ключевые особенности этого жанра. Песня «Il me dit que je suis belle» является первым сотрудничеством с автором-исполнителем Жан-Жаком Гольдманом. Песня стала одним из ключевых хитов в репертуаре певицы. Автором этой композиции значится Sam Brewski — намеренно взятый Гольдманом псевдоним для этого проекта, чтобы слушатель обращал внимание в первую очередь на певицу и её талант, а не на знаменитого автора.
В своём следующем мировом турне посетила 19 стран. Стала первой западной певицей, которая приехала в Ханой (Вьетнам) после Вьетнамской войны. Также Каас посетила Россию, Корею, Японию, Камбоджу и Таиланд. В ходе этого тура дала концерт с целью сбора средств для жертв аварии на Чернобыльской АЭС перед аудиторией в 30 000 зрителей. Всего её воочию увидели 750 000 зрителей на 150 концертах. В 1994 году вышел её второй концертный альбом Tour de charme. В 2004 году он был переиздан на DVD.

### 1995—1997:Café Noir
В середине 1990-х был записан альбом Café Noir, настоящая загадка в карьере. Иногда альбом появляется на интернет-аукционах, однако подлинность этих записей вызывает сомнения.
Заглавная песня альбома — это кавер-версия песни Билли Холидей. С тем же самым названием в 1997 году она была включена в сборник демозаписей Jazz à Saint-Germain. Другие песни альбома включают в себя кавер-версии ставших классикой песен, таких как «Ain’t No Sunshine» Билла Уизерса 1971 года и «If You Leave Me Now» группы Chicago 1976 года.

### 1997—1999:Dans ma chair
В 1997 году вышел альбом Dans ma chair. Он был создан в Нью-Йорке самой Каас и Филом Реймоном, который до этого работал с Рэем Чарльзом, Билли Джоэлом и Полом Саймоном. Этот альбом стал вторым, над которым певица официально работала с французским автором Жан-Жаком Гольдманом (они начали сотрудничать ещё в 1993 году, при создании песни «Il me dit que je suis belle»). Сотрудничество с Гольдманом, которое продолжается по сей день, — один из самых важных моментов в карьере Каас.
Свой вклад в успех альбома внесли американский поэт Лайл Лавт, с песней «Chanson simple» и Джеймс Тейлор, с песней «Don’t Let Me Be Lonely Tonight», в которой он пел дуэтом с Каас. Песня «Quand j’ai peur de tout», слова к которой написала Дайан Уоррен, в 2003 году была перепета группой Sugababes. Песня называлась «Too Lost In You».
В 1998 году, после тура Dans ma chair, были выпущены новый концертный альбом и видео (позднее DVD) под названием Rendez-vous. В альбоме есть песня под названием «L’aigle noir». Она была написана известной французской поэтессой и певицей Барбарой, которой Патрисия восхищалась долгое время. Депардьё представил Барбару Каас ещё до того, как она стала знаменитой.
В декабре 1998 года спела с тенорами Пласидо Доминго и Алехандро Фернандесом в Венской ратуше, в Австрии. Им аккомпанировал Венский филармонический оркестр. В 1999 году этот концерт был записан на CD и DVD под названием Christmas in Vienna VI.

### 1999—2001:Le mot de passe
В 1999 году записала очередной сольный альбом под названием Le mot de passe, продюсером которого выступил Паскаль Обиспо. В альбом также вошли две композиции Жан-Жака Гольдмана под названием «Une fille de l’Est» и «Quand les chansons commencent». В записи песен также участвовали певица Зази и швейцарский тенор Эркан Аки, с которым записала дуэт «Unter der Haut». Сингл возглавил национальные чарты Германии, Австрии, Швейцарии, Голландии и Швеции.
Летом 1999 года принимает участие в благотворительной концертной программе Майкла Джексона в Сеуле и Мюнхене. Кроме Каас, в концертах также приняли участие другие известные артисты, включая Мэрайю Кэри и группу Status Quo.
Осенью 1999 года стала третьей в конкурсе «Марианна», где определяется национальный символ Франции. Её опередили только известные топ-модели Летиция Каста (первая) и Эстель Хэлидей (вторая). По итогам этого конкурса Каас была признана не только самой лучшей певицей Франции, но и самой привлекательной среди них.
В ноябре 1999 года вновь отправилась в своё гастрольное турне. На крупных концертах во Франции, Бельгии, Германии, Австрии, Швейцарии и Польше известную певицу сопровождал венский симфонический оркестр. Исполнение с оркестром можно услышать на концертном диске Ce sera nous, который вышел в свет 10 сентября 2000 года и разошёлся тиражом в 700 000 копий.
В апреле 2001 года принимает участие в концерте, посвящённом герцогу Люксембургскому. Выступление популярной французской певицы проходит при поддержке классического оркестра.
В июне 2001 года выпускает диск Rien ne s’arrête, куда вошла новая одноимённая песня, а также её самые известные и лучшие композиции. Некоторые старые песни были представлены в концертном варианте 2000 года.

### 2001—2003:Piano Bar
В сентябре 2001 года снимается в фильме Клода Лелуша «А теперь, дамы и господа», с участием известного английского актёра Джереми Айронса. Патрисии достаётся главная роль загадочной певицы Джейн, которая приезжает в Марокко для выступлений в престижной курортной гостинице, где и находит свою любовь. Окончив съёмки в январе 2002 года, Патрисия приступает к записи 6-го сольного альбома Piano Bar. Впервые в своей карьере записывает альбом на английском языке. Первый сингл под названием «If you go away» выходит в начале октября 2002 года, а сам альбом 4 декабря 2002 года. Успеху альбома способствовал также выход картины «А теперь, дамы и господа» в кинотеатрах Франции и мира. С начала 2003 года гастролирует с новым альбомом в Европе, Скандинавии, США, Канаде, России, Финляндии и Японии. Два концерта в Лондоне — в легендарном зале Ковент-Гарден — прошли с аншлагом. В это же время команда и её менеджмент переезжают из Парижа в Цюрих, где и поселяется.

### 2003—2005:Sexe fort
В начале декабря 2003 года выходит 7-й студийный альбом Sexe fort. В этом диске Каас кардинально меняет свой стиль исполнения, делает его более твердым, с элементами рока. В июле 2004 года отправляется в своё новое гастрольное турне «Toute la musique». Несмотря на довольно слабую продажу альбома Sexe fort, турне в его поддержку прошло при полном аншлаге. Каас выступила с аншлаговыми концертами в США, Канаде, Европе и в Азии, куда вошли такие страны, как Китай, Корея и Япония. После завершения турне певица объявила о двухлетнем перерыве.

### 2008—2010:Kabaretи «Евровидение»
Летом 2007 года приступила к записи нового сольного альбома. В начале февраля 2008 года вышел первый русскоязычный дуэт «Не позвонишь» вместе с известной российской группой Uma2rman. Сингл возглавил национальные хит-парады России уже через 2 недели и долгое время держался в первой пятёрке. В ноябре 2008 года в России выходит новый, долгожданный альбом Kabaret. Название альбома намеренно написано с ошибкой (во французском языке слово «Кабаре» пишется через C — Cabaret). Начальная буква K — это небольшой намёк на «Kaas». Альбом стал первой студийной работой за последние 5 лет. Первое издание диска не было доступно широкой публике и выпускалось в рамках рекламной кампании «Л’Этуаль» в России. Официальный релиз диска в России и во многих странах ЕС состоялся в марте 2009 года. Немецкое издание диска вышло в феврале 2009 года в Германии. В поддержку альбома с конца 2008 года по 2009 прошли сольные выступления в разных городах мира, в том числе в Москве и Хабаровске. Помимо России, дала концерты на Украине, во Франции, Германии, Швейцарии, Австрии, Голландии, Швеции, Прибалтике, Польше, Турции, Израиле и во многих других странах. В России продажа альбома Kabaret превысила 90 000 копий. Во Франции было продано свыше 200 000 копий.
27 января 2009 года стало известно, что Патрисия Каас представит Францию на музыкальном конкурсе «Евровидение-2009», финал которого прошёл 16 мая 2009 года в Москве. По словам, руководство французского канала France 2 само попросило певицу выступить на этом известном конкурсе. Как и утверждала российская и французская пресса, Патрисия выступила с песней «Et s’il fallait le faire» с её нового диска «Kabaret». Кроме того, Патрисия заявила, что выступление 16 мая для неё будет самым сложным за всю её музыкальную карьеру, так как в этот день скончалась мать. До этого никогда не давала концерты 16 мая. Набрав 107 баллов в ходе голосования, добралась до почётного 8 места на Евровидении, тем самым став лучшим представителем Франции на тот момент.
26—27 февраля 2010 года выступила в Москве c российскими артистами Алсу и Владимиром Пресняковым в Государственном концертном зале Кремля. Концерт был записан 1-м каналом российского ТВ и транслировался 8 марта 2010 года.

### 2012—2013:Kaas chante Piaf
5 ноября 2012 года представила новый альбом и концертную программу под названием Kaas chante Piaf на сцене Royal Albert Hall в Лондоне. Помимо Лондона, дала концерты в Германии, Франции, Канаде, США, Корее и в других странах. 3 декабря 2013 года Патрисия Каас выступила с программой Kaas chante Piaf и в Москве, в Крокус Сити Холле, а 9 декабря в Киеве в Национальной опере Украины. С 26 февраля по 2 марта 2013 года певица выступила в прославленном концертном зале Парижа — «Олимпии».

## Работа в России
На эстраде
В марте 2005 выступала с концертом в Иркутске. В 2006 году выступала с концертом в Тюмени.[значимость факта?]
В 2008 году совместно с российской группой Uma2rmaN исполнила песню «Не позвонишь» на русском языке, но первый куплет на французском, — её первая современная русскоязычная песня; ранее на своих концертах она исполняла по-русски старинную песню «Очи чёрные». Пела по-русски «Мне нравится, что Вы больны не мной...», песню из фильма «Ирония судьбы, или С лёгким паром».[значимость факта?]
18 октября 2009 года выступала с концертом в Барнауле, во Дворце спорта и зрелищ.[значимость факта?]
В рекламе
Помимо музыкальных работ, была лицом косметической компании «Л'Этуаль», подписав контракт в марте 2008 года и рекламируя продукцию до конца 2013 года.[значимость факта?]
Также подписала контракт с компанией Unilever на 2009 год и снялась в рекламе чая «Lipton», вышедшей на телеэкраны в конце лета 2009.[значимость факта?]

## Семья
Отец — Жозеф (Йозеф) Каас (1927—1996), шахтёр, германолотарингец с французским гражданством.
Мать — Ирмгард Каас (урождённая Тиль; 1930—1989), домохозяйка, немка из Саара. 
Пять старших братьев и сестра Карин.
Не замужем. Детей нет.
В молодости Патрисия Каас призналась в любви архитектору Бернару Шварцу, но он не ответил ей взаимностью, ответив отказом на её предложение жениться. Она испытала сильное потрясение и из-за переживаний даже попала в аварию на мотоцикле. Патрисию Каас связывали романтические отношения с ее менеджером Сирилом Прийером. Она была влюблена в молодого бельгийского композитора по имени Филипп. Ради певицы он переехал во Францию. Дело вроде бы шло к свадьбе. Но в тот момент творчество для Каас было на первом месте. Пара рассталась, а Филипп даже попытался заявить претензии на ее имущество. Позже Патрисия встречалась со своим шеф-поваром Янником Аллено (фр. Yannick Alléno).

## Дискография
- Mademoiselle chante… (1988)
- Scène de vie (1990)
- Je te dis vous (1993)
- Dans ma chair (1997)
- Le mot de passe (1999)
- Piano Bar (2002)
- Sexe fort (2003)
- Kabaret (2008)
- Kaas chante Piaf (2012)
- Patricia Kaas (2016)

## Фильмография
| Год  |   | Русское название         | Оригинальное название         | Роль         |
| ---- | - | ------------------------ | ----------------------------- | ------------ |
| 2002 | ф | А теперь, дамы и господа | And now… Ladies and Gentlemen | Джейн Лестер |
| 2012 | ф | Убитая                   | Assassiné                     | Кати         |

## Признания и награды
| Год         | Награда                    | Категория                                                                   |
| по 1989 год | по 1989 год                | по 1989 год                                                                 |
| ----------- | -------------------------- | --------------------------------------------------------------------------- |
| 1988        | Виктуар де ля мюзик        | Победа в категории «Открытие года»                                          |
| 1989        | Виктуар де ля мюзик        | Самый распродаваемый альбом за рубежом                                      |
| 1990—1999   |                            |                                                                             |
| 1990        | Goldene Europa             | Певица года                                                                 |
| 1991        | Виктуар де ля мюзик        | Лучшая исполнительница года и самый распродаваемый альбом за рубежом        |
| 1991        | World Music Award          | Лучший французский исполнитель года                                         |
| 1991        | Bambi                      | Исполнитель года                                                            |
| 1992        | Виктуар де ля мюзик        | Самый распродаваемый альбом за рубежом                                      |
| 1992        | ECHO                       | Номинация в категории «Лучшая певица»                                       |
| 1994        | Музыкальный Оскар          |                                                                             |
| 1995        | Виктуар де ля мюзик        | Самый распродаваемый альбом за рубежом                                      |
| 1995        | La femme en or             |                                                                             |
| 1995        | World Music Award          | Исполнитель года                                                            |
| 1996        | Platinum Europe Award      | за «Tour de charme»                                                         |
| 1998        | IFPI Platinum Europe Award | за «Dans ma chair»                                                          |
| 2000—2009   |                            |                                                                             |
| 2000        | Виктуар де ля мюзик        | Номинация в категории «Лучшая исполнительница года»                         |
| 2000        | Приз Аденауэра — Де Голля  |                                                                             |
| 2002        | Goldene Europa             | Лучший исполнитель года                                                     |
| 2003        | Bundesverdienstkreuz       | Немецкий орден за заслуги первого класса за вклад во франко-немецкую дружбу |
| 2004        | Награда радио «Regenbogen» |                                                                             |
| 2009        | Евровидение                | 8-е место в конкурсе Евровидение в Москве                                   |